# Salmo trutta
Truite commune européenne
Espèce
Statut de conservation UICN

 LC  : Préoccupation mineure
Salmo trutta est une espèce de poissons de la famille des Salmonidés appelé, en français, la truite commune européenne. L'espèce est polyphénique. Selon les variétés locales et la situation côtière ou continentale d'un cours d'eau, une proportion très variable des truites qui y naissent peuvent migrer en mer. C'est potentiellement une espèce envahissante en Amérique du Nord. Dans la plupart des pays (dont en France, au moins depuis les années 1960), sa pêche est réglementée (permis, dates et lieux de pêche, taille légale, etc.).

## Variations de formes ou morphes
La taxonomie de l'espèce reste provisoire.

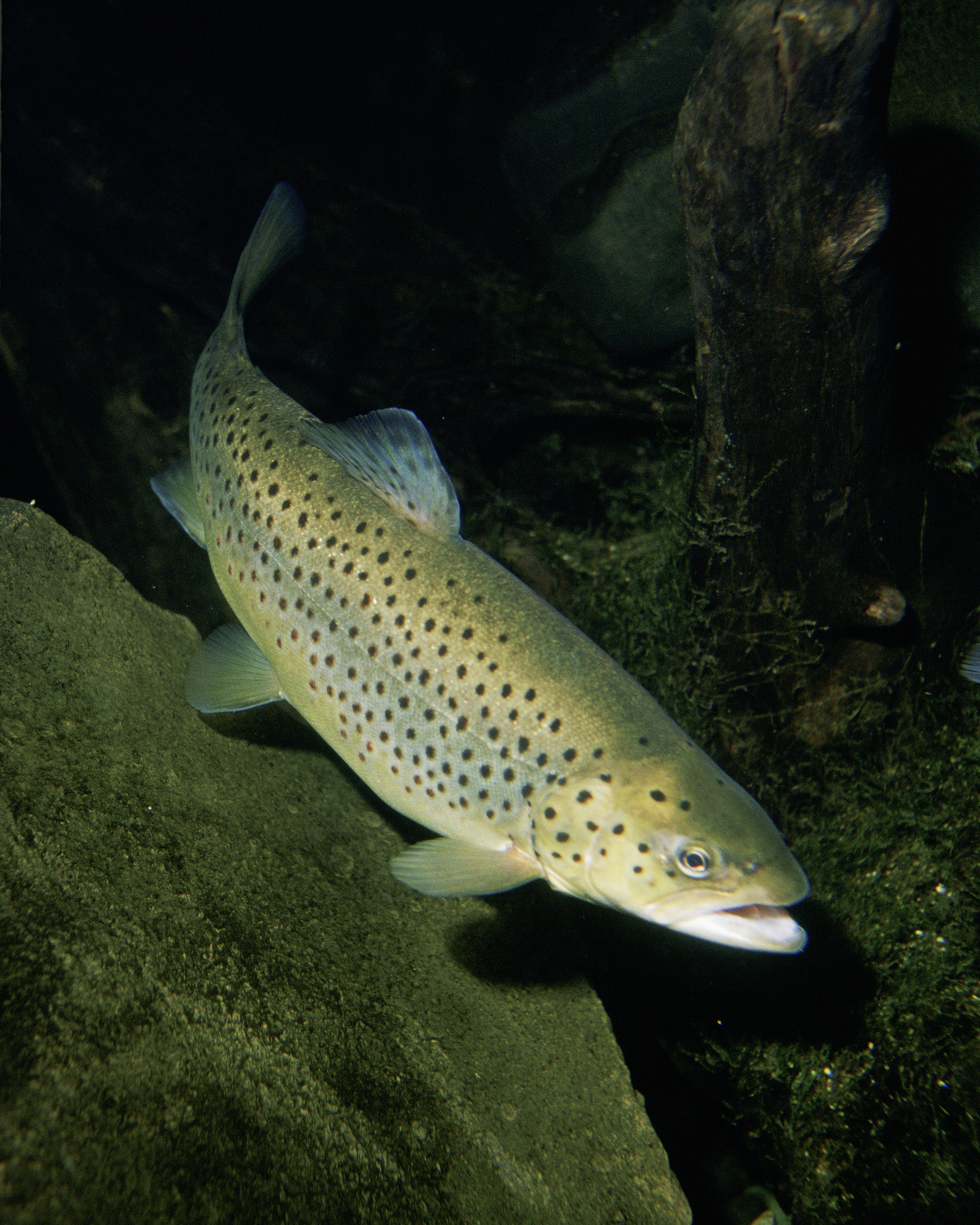
Salmo trutta

Les formes ou morphes varient selon l'environnement :
- La truite fario ou Salmo trutta forme fario, croissant en rivière,
- la truite de mer ou Salmo trutta forme trutta, pour les individus ayant migré en mer,
- la truite de lac ou Salmo trutta forme lacustris, pour les individus qui croissent dans un lac.

Malgré leurs aspects assez différents, ces formes ne sont pas des sous-espèces ni des populations distinctes, mais elles constituent une vaste population génétiquement unifiée dans laquelle les individus peuvent prendre chacune des trois formes selon leur lieu de vie. Une truite de mer peut engendrer des truites fario de rivière, si celles-ci restent dans la rivière qui les a vu naitre à l'âge adulte au lieu de descendre en mer. Les mêmes truites fario de rivière, si elles atteignent un lac et y stationnent, peuvent évoluer vers la forme « truite de lac ». Ainsi un même individu peut prendre deux ou trois de ces morphologies au cours de sa vie s'il change de milieu, ou rester toujours dans le même lieu de vie avec la même morphologie.
La forme marine constitue donc seulement une partie de la population générale de l'espèce, qui assure le brassage génétique et l'unité du patrimoine génétique des populations de truites entre les différents bassins fluviaux d'une même façade continentale. Cette forme marine permet aussi à cette espèce de poisson partiellement dulcicole (d'eau douce) de peupler de nombreux bassins fluviaux qui sont inaccessibles naturellement aux autres poissons strictement dulcicoles, où elles font face à moins de concurrence pour l’accès à la ressource alimentaire. On retrouve la même stratégie de peuplement, à des degrés divers, chez de nombreux Salmonidés, ce qui explique le succès de cette famille dans les régions tempérées et froides de hémisphère Nord, où de vastes surfaces continentales riches en cours d'eau pauvres en autres types de poissons se sont libérées après chaque déglaciations.

## Sous-espèces
Il existe également plusieurs sous-espèces (qui peuvent se croiser) :
- Salmo trutta aralensis
- Salmo trutta macrostigma
- Salmo trutta oxianus

Vomer de truite.
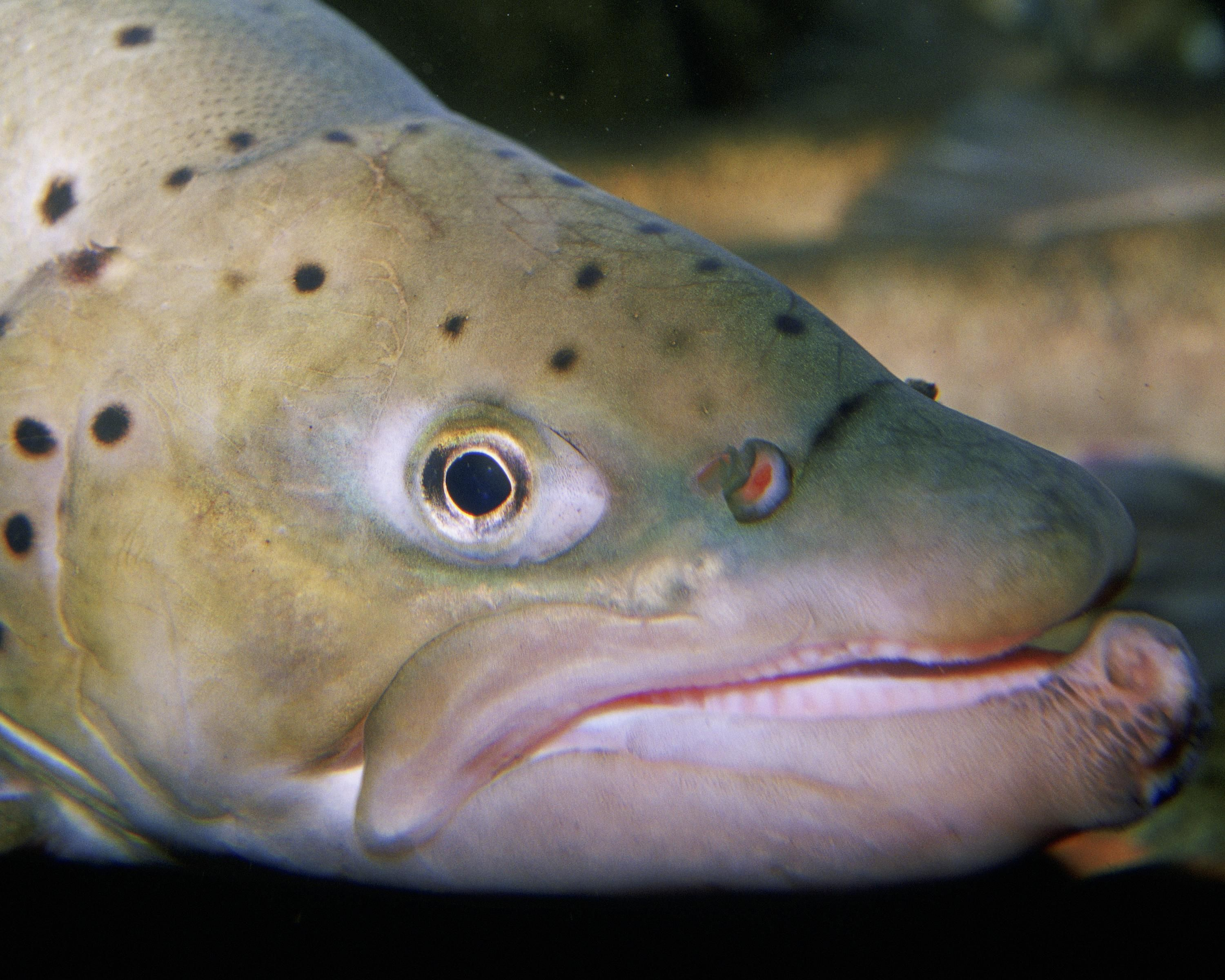
Tête de truite
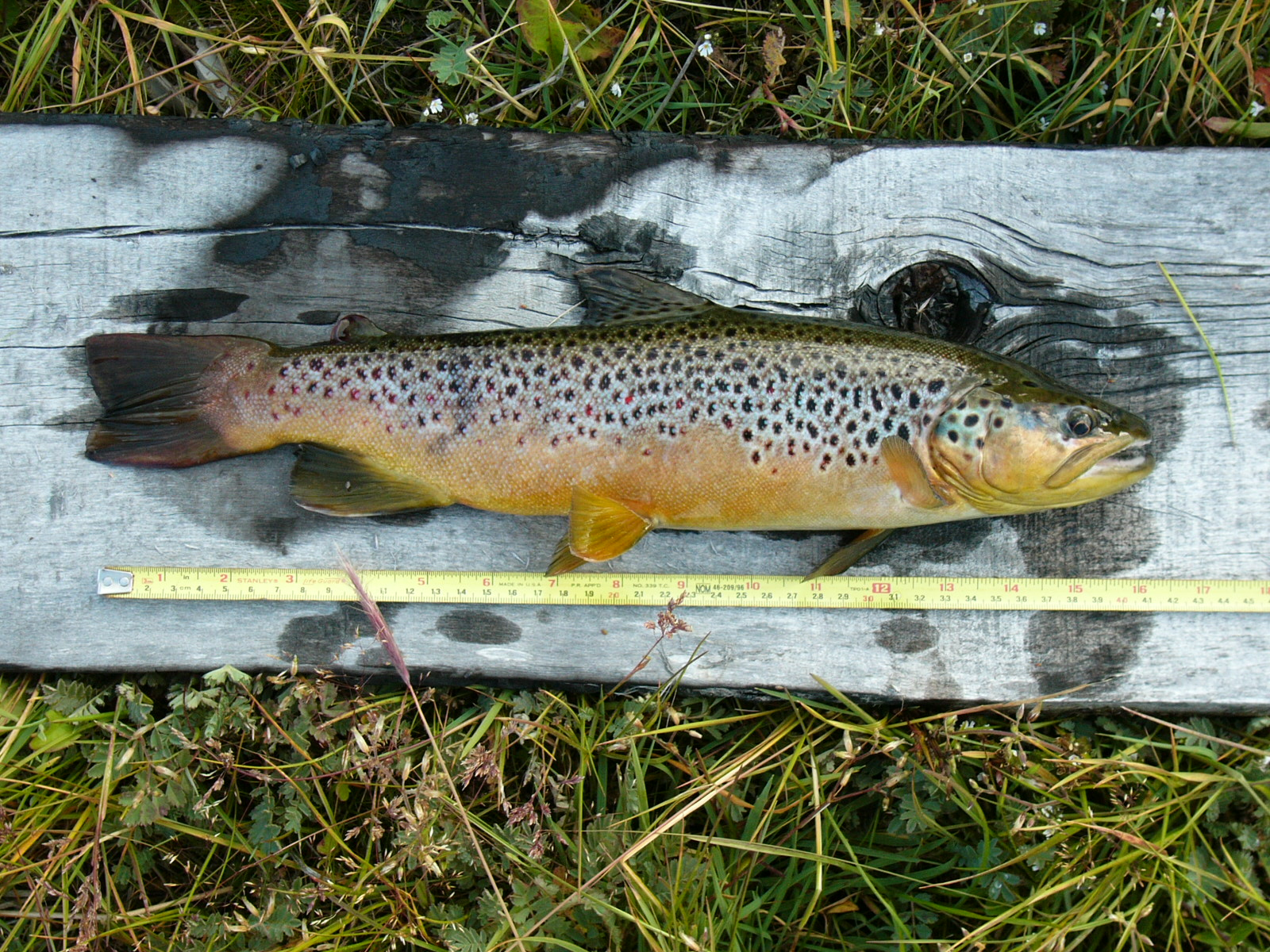
Salmo trutta

## Description
La truite fario est un salmonidé. L'adulte mesure de 25 à 100 cm. Son corps fusiforme est parfaitement adapté à une nage rapide. Comme tous les salmonidés, elle a une nageoire adipeuse, entre les nageoires dorsale et caudale. Son museau est pointu et sa bouche a de petites dents.
Elle possède une excellente vision.

## Mœurs
La truite fario est un poisson territorial. Dans une rivière, les truites se partagent l'espace en fonction du potentiel de nourriture qu'il offre. Les plus gros sujets s'attribuent généralement les postes les plus riches en nourriture (fosses, courants), tant que ceux-ci restent à proximité de leur cache.
L'alimentation de la truite est variée selon son âge et évolue en fonction du type d'habitat, les jeunes truitelles se nourrissent exclusivement d'insectes et d'invertébrés tandis qu'à partir d'une certaine taille, la truite se nourrit aussi de jeunes poissons (vairons, goujons…). La truite est un poisson plutôt craintif.

## Variations selon les habitats

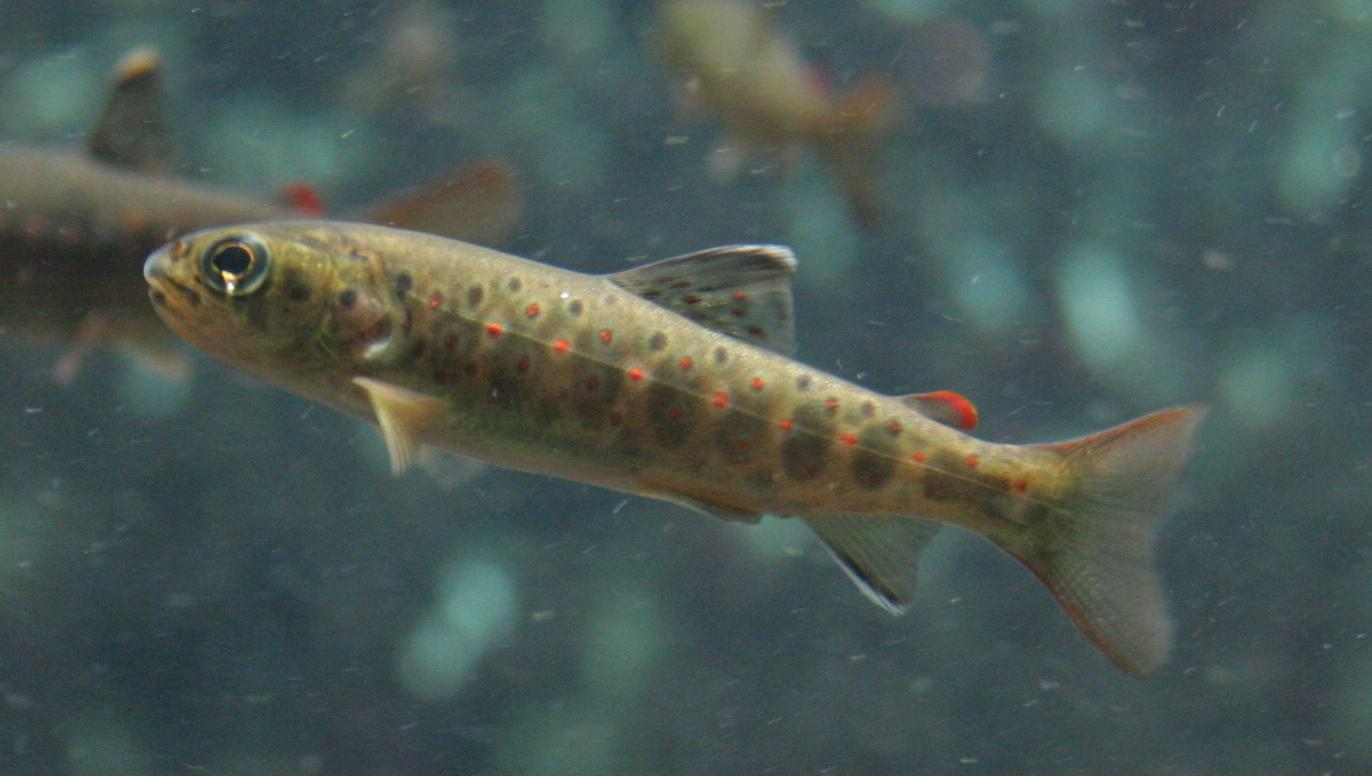
Truite fario

La truite de rivière ou truite fario est la souche des individus ayant grandi uniquement en rivière. Leur couleur est variable selon l'habitat ; elle peut aller d'une robe très sombre sous les roches ou dans les cours d'eau ombragés, à une couleur plus claire pour les truites vivant dans des zones plus ensoleillées. Elle possède un dos sombre allant du brun au gris verdâtre. Ses flancs de teinte dégradée possèdent des points noirs, verts, bleus et rouges. Certains morphes ne possèdent pas de taches colorées.

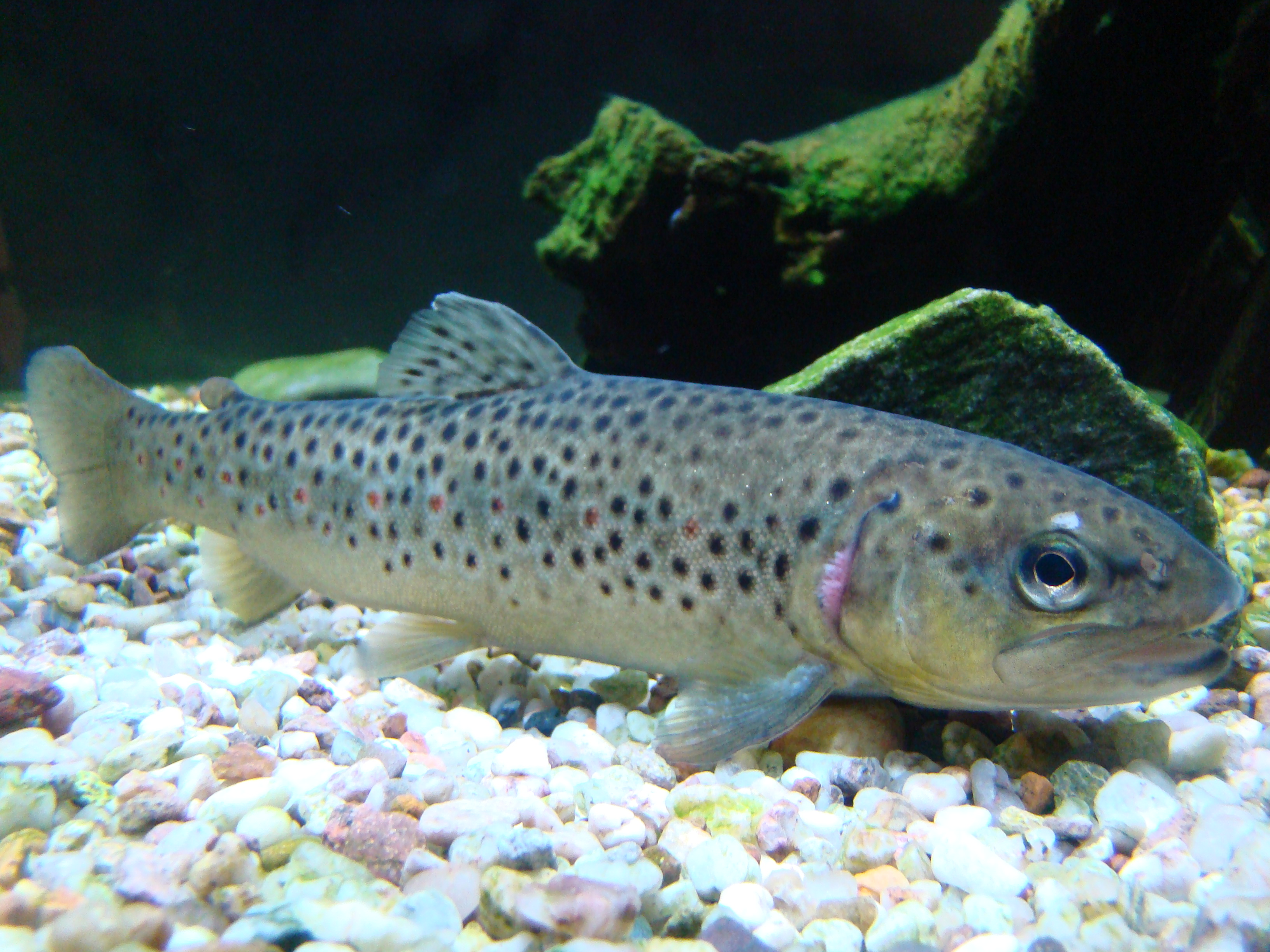
Salmo trutta

La truite de lac (Salmo trutta morpha lacustris) : la génétique a montré qu'elle faisait bien partie de la même espèce que la truite de rivière, bien que souvent très différente extérieurement. Très présente dans les lacs alpins et notamment dans le lac Léman, ce poisson aux flancs argentés et à la chair rose ressemble davantage à un saumon qu'à une truite de rivière. Très recherchée par les pêcheurs pour sa combativité, elle peut atteindre un poids de 10 à 15 kg et une longueur pouvant dépasser 1 m. La truite de lac remonte les affluents du lac pour frayer en rivière lors d'une montaison. Sa robe est particulière aux eaux lacustres, avec un phénomène de dépigmentation observé sur les individus lors de leur dévalaison.
La truite de mer est aussi appelée « la blanche », truite saumonée ou truite argentée. L'identification des truites de mer comme espèce ou sous-espèce distincte, remonte à la classification de Linné. Depuis, la génétique a prouvé qu'il n'y avait absolument aucune différence génétique entre une truite de rivière et une truite de mer. Aussi étrange que cela puisse paraître, surtout quand on compare les deux poissons : la truite fario a des rayures et des points de couleur plus ou moins prononcés alors que la truite de mer ressemble à un saumon. Et pourtant il ne s'agit que d'une adaptation au milieu, non d'une espèce différente.

De même le saumoneau qui, petit, ressemble fort à une truite fario, se transforme visuellement en « poisson blanc » au moment de sa dévalaison. Cela s'appelle la smoltification. Il en va de même lors de la dévalaison de certaines truites, qui de fait deviennent des truites de mer, avec un aspect similaire à celui des saumons.

## Souches génétiques
Il existe une multitude de souches génétiques bien différentes. Celles-ci sont issues de deux lignées principales correspondant aux deux principaux bassins versants : on distingue ainsi les souches-mères atlantique et méditerranéenne. La souche atlantique, qui se subdivise en une forme moderne et une forme ancestrale (rivières du Pays basque et de Bretagne), se distingue morphologiquement par les indices suivants : liserés souvent colorés sur les nageoires ventrales et anales, nombre limité de points sur l'opercule (inférieur à 15), ligne latérale clairement distincte, ponctuation plus clairsemée faite de points assez gros, souvent nettement cerclés de blanc. La souche méditerranéenne ne possède souvent pas d'ornementations sur les nageoires ventrales et anales, sa ligne latérale est nettement moins visible, sa ponctuation est souvent dense, particulièrement dans la zone operculaire (supérieure à 15 points) et faite de petits points peu ou non cerclés. Sa robe est plus souvent sujette à des zébrures de coloration foncée. Les introductions de truites d'élevage de souche atlantique dans des rivières du bassin versant méditerranéen ont modifié la répartition géographique des souches originelles, et contribué à une diminution de la diversité génétique de salmo trutta fario. On relève également une souche corse : Salmo trutta macrostigma, forme ancestrale méditerranéenne.

## Distribution

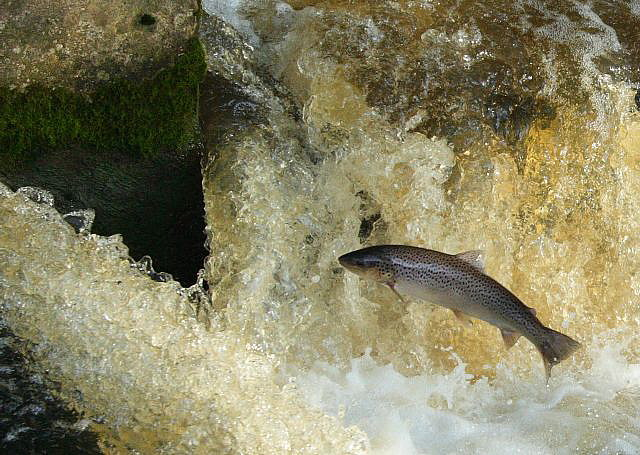
Truite de mer au réservoir de Westwater, Écosse

### Origine
La truite commune est indigène du Paléarctique occidental, dans une zone allant du nord de la Norvège et les tributaires de la mer Blanche dans l'océan arctique en Russie, jusqu'aux montagnes de l'Atlas dans le nord de l'Afrique. À l'ouest elle est présente jusqu'en Islande dans l'Atlantique Nord et à l'est jusque dans les tributaires de la mer d'Aral en Afghanistan et au Pakistan.

### Introductions
Elle a été introduite dans de nombreux endroits en Amérique du Nord et du Sud, Asie, Australasie, à l'est et au sud de l'Afrique.

#### Introduction en Australie
Les premières introductions se déroulèrent en Australie en 1864, avec l'apport de 1 500 œufs prélevés dans le fleuve Itchen dans le comté du Hampshire, Angleterre. Trois cents  œufs survécurent au voyage de quatre mois à bord du voilier Norfolk, depuis Falmouth (Cornouailles) jusqu'à  Melbourne. En 1866 il en restait 171 truites dans une écloserie sur la rivière Plenty, affluent du fleuve Derwent en Tasmanie. Trente-huit truites furent relâchées cette année-là dans la Plenty. En 1868 la rivière abritait une population de truites autonome qui servit de stock pour peupler en truites les rivières d'Australie et de Nouvelle-Zélande.

#### Introduction en Afrique
Elle a été introduite avec succès dans le Natal en 1890 et dans la province du Cap en 1892. En 1909 elle était établie dans les montagnes de la colonie du Kenya.

#### Introduction en Asie
La première introduction dans l'Himalaya en Inde du Nord eut lieu en 1868. En 1900 la truite était établie dans le Cachemire et à Madras.

#### Introduction aux Amériques
En 1886 eurent lieu les premières introductions en Terre-Neuve au Canada. Elles furent continuées jusqu'en 1933. Les seules régions canadiennes sans truites sont le Yukon et les Territoires du Nord-Ouest.
L'introduction en Amérique du Sud commença en 1904 en Argentine. La truite fario est maintenant établie au Chili, Pérou et dans les Falklands.
Dans les années 1950 et 1960, le géologue français Edgar Aubert de la Rüe commença l'introduction de plusieurs espèces de salmonidés dans les îles Kerguelen dans l'ouest de l'océan Indien. Sur les sept espèces introduites ainsi, seuls l'omble de fontaine (Salvelinus fontinalis, le « saumon de fontaine ») et la truite fario survécurent et établirent des populations sauvages. Des truites de mer dépassant 20 kg sont pêchées régulièrement par les pêcheurs locaux.

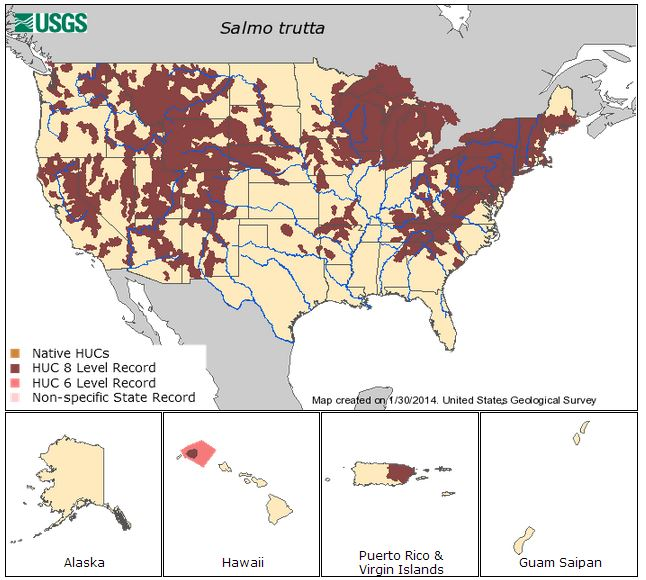
Distribution de la truite fario sur le territoire des États-Unis d'Amérique

Les premières introductions aux États-Unis d'Amérique commencèrent en 1883 avec Fred Mather, pisciculteur et pêcheur de New York, qui avec l'agrément de Spencer Baird, commissaire (président) de la United States Fish Commission (en) obtint des œufs de truite fario du baron Lucius von Behr, président de la Société de pêche allemande (de). Les truites de von Behr provenaient de ruisseaux de montagne et de grands lacs de la Forêt-Noire dans la région de Bade-Wurtemberg. Cette première cargaison de von Behr fut distribuée sur trois écloseries : celle de Mather à Cold Spring Harbor sur Long Island dans le comté de Suffolk (état de New York) ; celle de Seth Green, pionnier en pisciculture à Calédonia dans le comté de Livingston (État de New York) ; et une troisième à Northville, état du Michigan.
D'autres cargaisons d'œufs envoyées par von Behr arrivèrent en 1884. En 1885, des œufs de truite du lac de loch Leven (comté de Kinross en Écosse), arrivèrent à New York et furent distribués dans les mêmes écloseries. Au cours des années qui suivirent, d'autres œufs venant d'Écosse, d'Angleterre et d'Allemagne furent envoyés aux écloseries. Behnke pense que les truites S. t. trutta des États-Unis (anadromes, de rivière ou de lac) proviennent toutes de souches importées qui se sont mélangées pour donner ce qu'il appelle la truite américaine générique.
Le 11 avril 1884, la United States Fish Commission (en) opéra le premier lâcher de truites aux États-Unis d'Amérique avec 4 900 jeunes truitelles dans la rivière Baldwin, un affluent du fleuve Père Marquette dans le Michigan. Entre 1884 et 1890, cette truite fut introduite dans des habitats appropriés à travers les États-Unis. En 1900, 38 États et deux territoires en avaient reçu des stocks. L'adaptabilité de ce poisson amena dans la plupart des cas l'établissement de populations sauvages autonomes.

## Reproduction

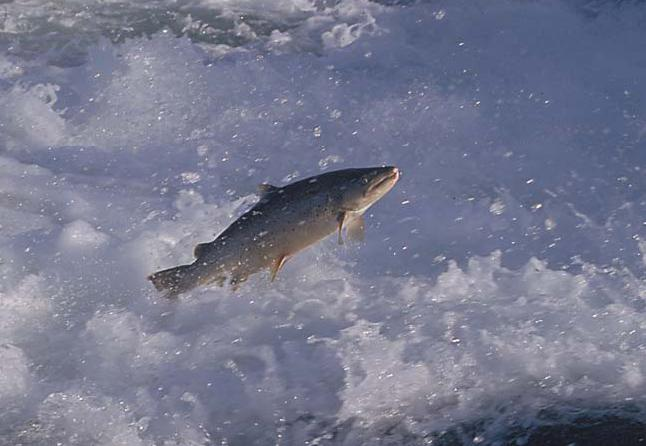
Truite de Hunder en train de pondre.

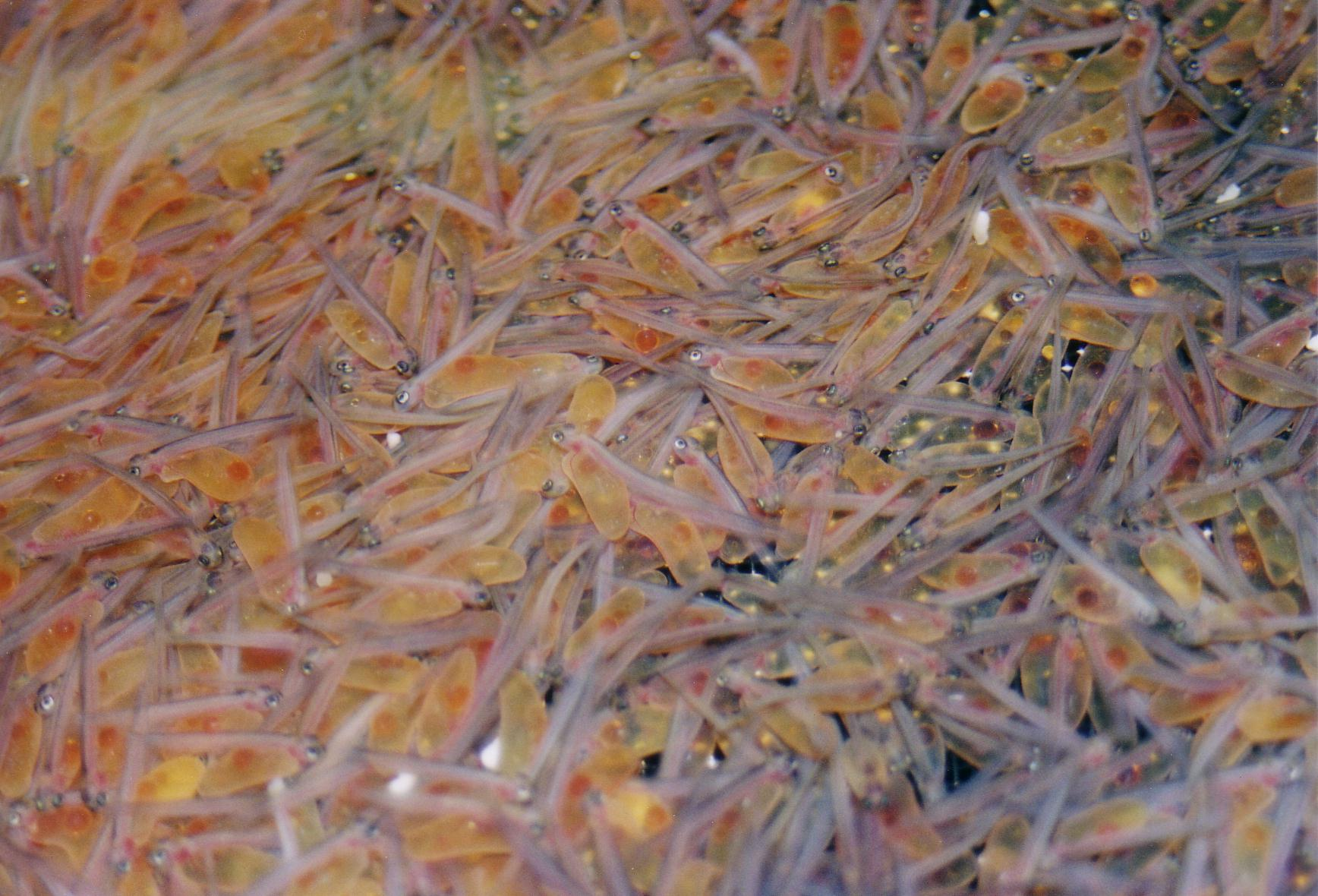
Alevins de truites.

La truite fario ou truite sauvage, peut se reproduire à partir de deux ou trois ans. Elle se reproduit de novembre à janvier dans une eau entre 5 et 12 °C. Dès que les truites ont rejoint leur zone de frayère, les femelles pondent 1 500 à 4 000 œufs par kilogramme de leur poids. Le mâle dépose sa semence et la femelle recouvre les œufs de gravier pour les protéger. Les truites quittent alors rapidement la frayère.
La durée d'incubation peut varier en fonction de la température. Elle est environ de 400 degrés-jours, soit environ 40 jours dans une eau à 10 °C ou 80 jours dans une eau à 5 °C. À la naissance, l'alevin reste sous les graviers pour se protéger. Il se nourrit de ses réserves vitellines pendant 4 à 6 semaines, puis sort des graviers et tente de se nourrir seul. Ses chances de survie sont assez faibles puisque environ 800 ovocytes donneront un couple géniteur. Les raisons en sont le cannibalisme que les truites pratiquent quand elles n'ont pas suffisamment de nourriture, en mangeant les œufs et les alevins, mais aussi le manque de nourriture des alevins une fois éclos. Les populations sauvages sont donc en régression.

## Dispersion des jeunes
Une expérience a été conduite en écotron, visant à étudier la structure temporelle de la dispersion en aval du jeune saumon et de la jeune truite selon quatre vitesses constantes de courant au moment de l'émergence hors du gravier. Il en est ressorti qu'à la suite de l'éclosion, si le courant est faible (env. 8,0 cm/s) l'alevin de saumon a un taux élevé de dispersion jusqu'à ce qu'il atteigne une très faible densité de la population ; alors qu'aux vitesses plus élevées le jeune saumon se disperse moins et la densité de la population finale est alors plus élevée. À l'opposé, plus le courant est rapide, plus l'alevin de truite se disperse rapidement ; la densité finale de population de truites est toutefois restée égale pour toutes les vitesses de courant car le faible taux de dispersion observé à faible courant d'eau a persisté beaucoup plus longtemps qu'aux courants plus élevés. Cette expérience invalide l'idée que les alevins de salmonidés ont une période étroite et définissable de sensibilité aux vélocités de courant, mais elle a confirmé que la dispersion se fait préférentiellement de nuit, quelle que soit la vitesse du courant pour les deux espèces de poissons.

## Menaces

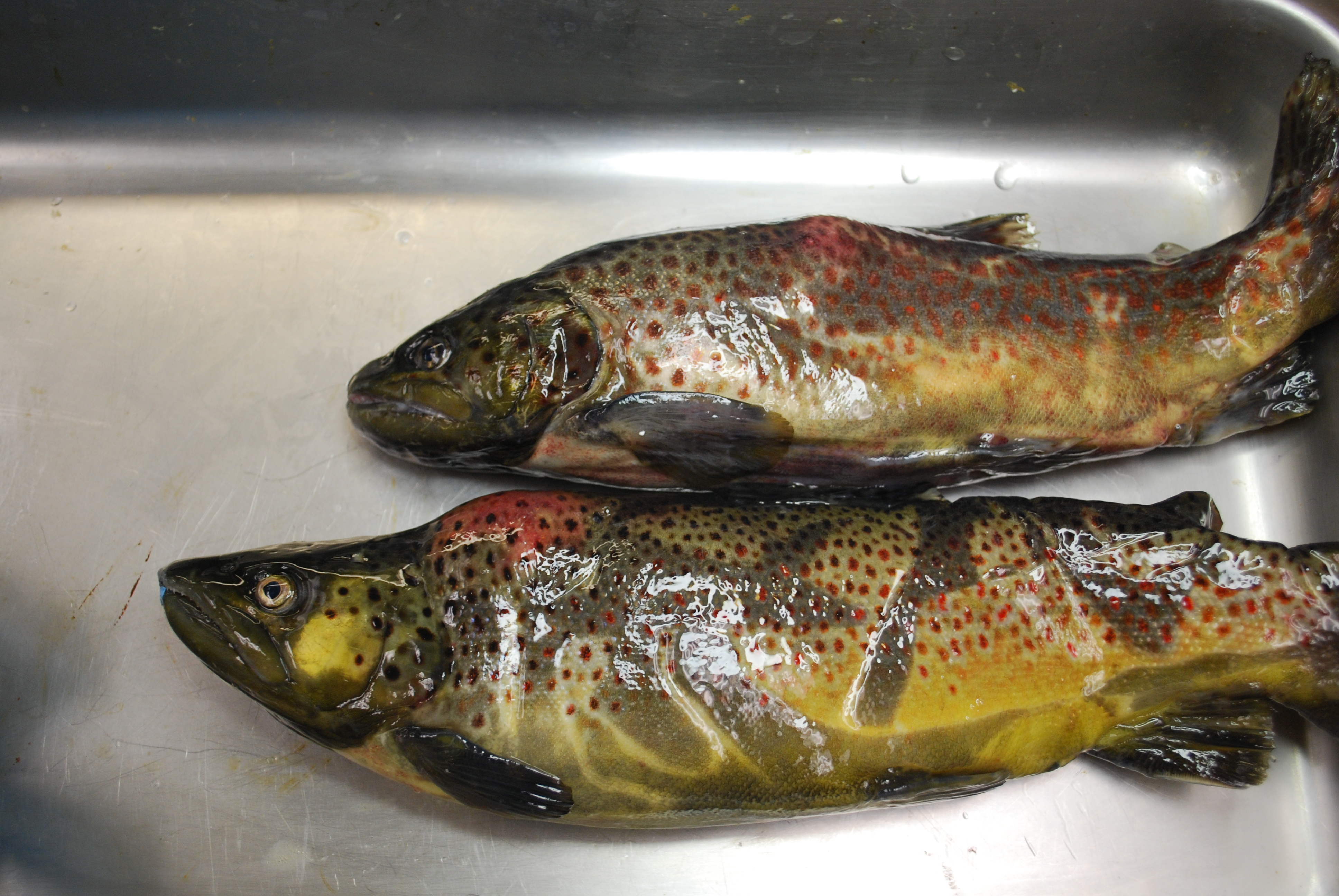
Furonculose sur des truites

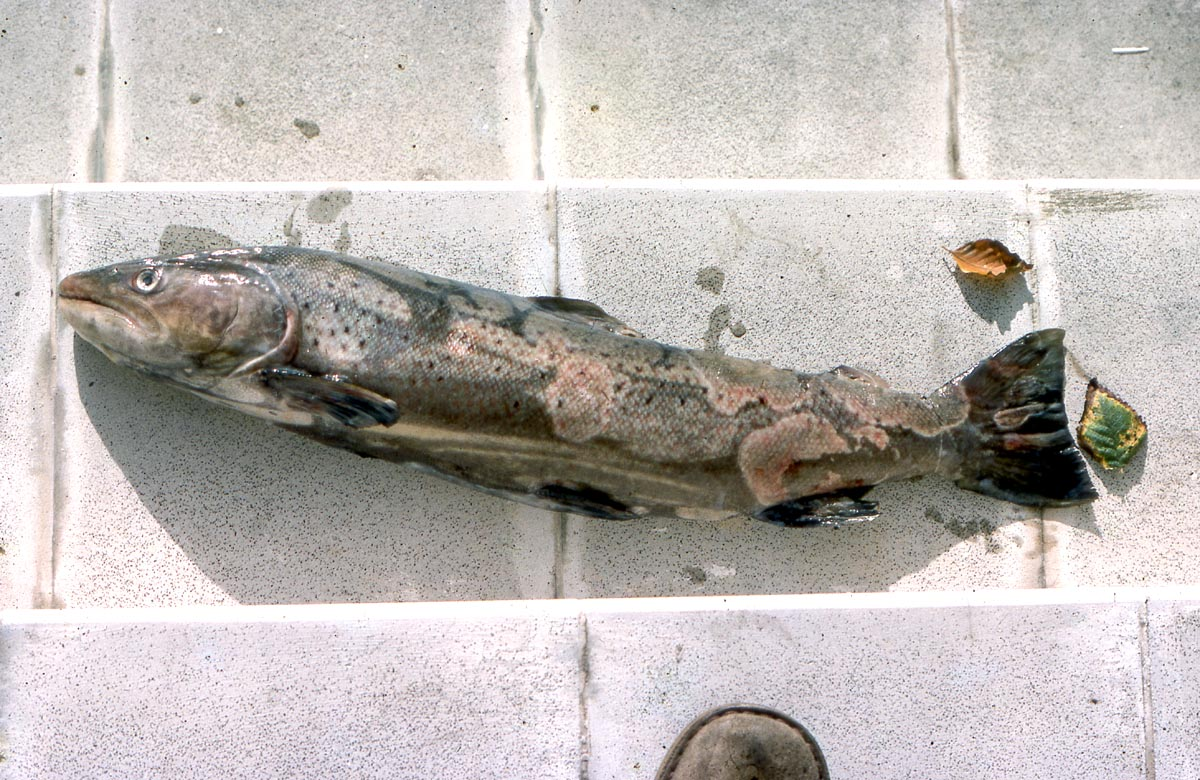
Truite de mer souffrant de nécrose
dermique ulcéreuse à laquelle s'est ajoutée l'infection par Saprolegnia

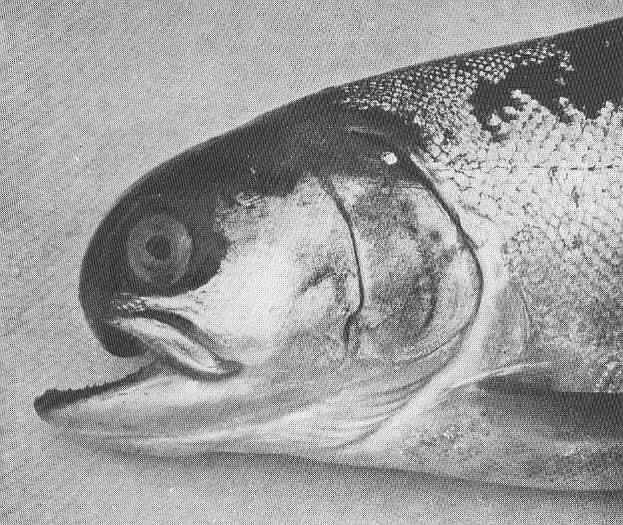
Truite de mer, déformée

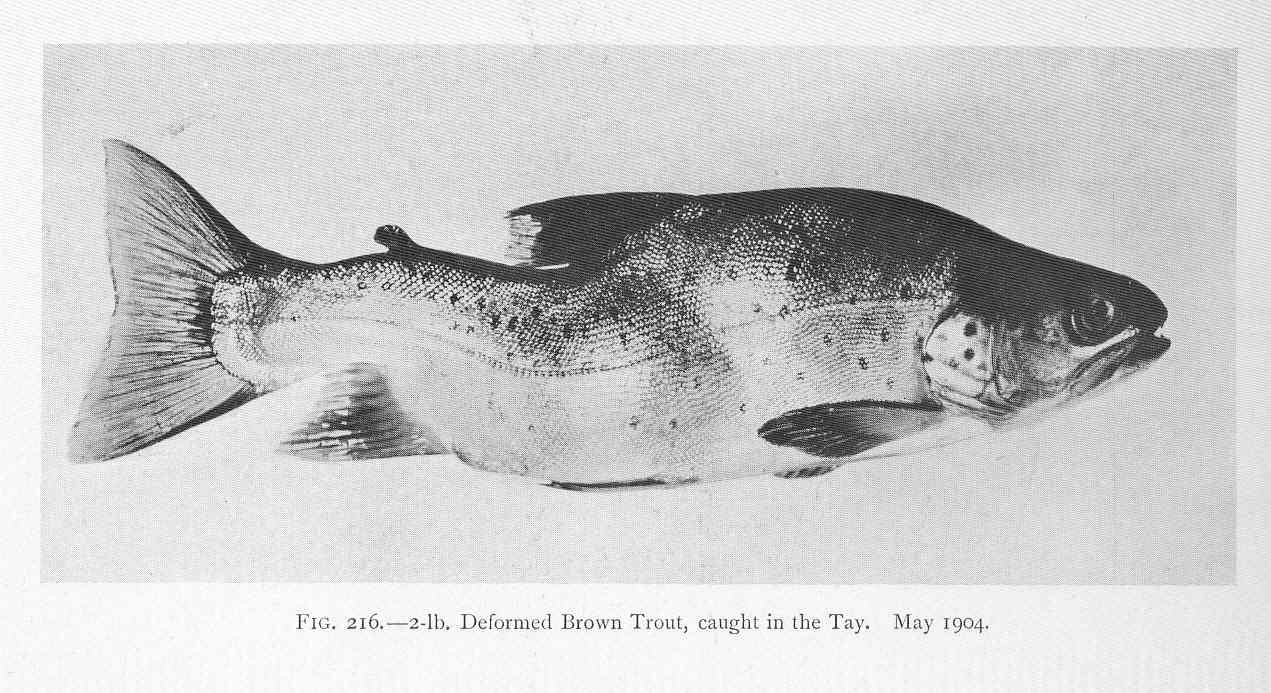
Truite de mer, déformée

Les populations sauvages de truites sont menacées par divers facteurs :
- la pollution de l'eau vis-à-vis de laquelle des truites sont considérées comme très sensibles, en particulier lorsqu'elle réduit la teneur en oxygène dans l'eau ;
- l'artificialisation des cours d'eau, souvent associée à la destruction ou dégradation des zones de frayères et des habitats favorables aux salmonidés sauvages (embâcles de bois, berges et fonds riches en caches et microhabitats[14], ripisylves, etc.[15]) ;
- certaines maladies (parasitoses, bactérioses et viroses[16]) qui peuvent être favorisées par la pollution de l'eau, et la consanguinité, sources de dépression immunitaire ;
- les obstacles artificiels à la migration des truites (grands barrages et seuils ou autres barrages infranchissables, rejets d'eaux chaudes et/ou d'eaux très pauvres en oxygène, rejets de substances répulsives ou toxiques pour les truites) nuisent à leur circulation entre zones de croissance et zones de reproduction, et peuvent empêcher ou freiner la recolonisation naturelle de certains cours d'eau ;
- la pollution génétique, l'appauvrissement de la variabilité génétique[17], et certaines hybridations (notamment repérables par électrophorèse[18]), après l'échappement de sujets de pisciculture ou consécutivement à des introductions de repeuplement[19]. Cette modification du patrimoine génétique des souches locales est souvent induite par le déversement de truites de souches provenant de régions très différentes (nord de l'Europe par exemple, souche atlantique en région méditerranéenne). Dans certaines régions des précautions sont prises, dont dans le lac d'Annecy où depuis environ 30 ans l'AAPPMA du lac a une politique d'isolement du bassin versant ; aucun alevinage de poisson (truite lacustre et omble chevalier) non issu du lac n'y a été réalisé depuis cette date.

### Liens externes

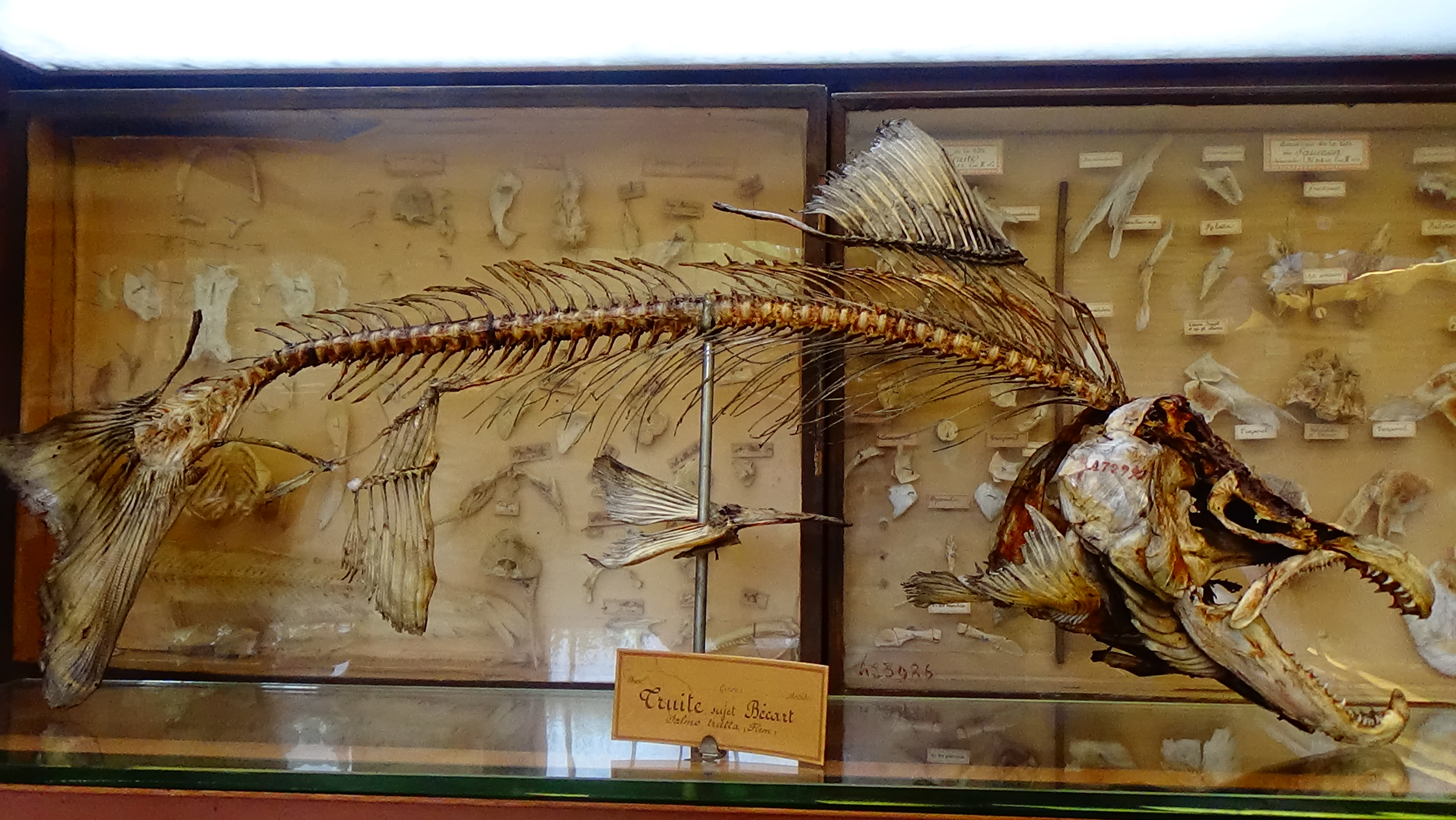
Salmo trutta - squelette - MNHN - Paris